# Francis Nenik
Francis Nenik (* 1981) ist das Pseudonym eines deutschen Schriftstellers und Essayisten. Er gilt als „einer der großen Unbekannten in der deutschsprachigen Literatur“.

## Leben und Werk
Nenik wuchs in einem Dorf nahe Leipzig auf. Er studierte Latein, Archäologie und Ästhetik.
Neniks Kurzprosa und Essays erschienen in den Zeitschriften Merkur, Neue Rundschau und Edit. Einige seiner Texte erschienen in englischsprachiger Übersetzung, u. a. in der internationalen Literatur-Zeitschrift Words Without Borders. Texte von ihm wurden von den Hörfunksendern Bayern 2 und SWR 2 vertont.
Sein Debütroman XO (2012) erschien als Loseblattsammlung in einem Karton, wozu Nenik von B. S. Johnsons The Unfortunates (1969) inspiriert wurde. Der Roman wurde 2021 in einer gebundenen Version neu aufgelegt.
Literarische Essays über die nahezu vergessenen Dichter Ivan Blatný, Hasso Grabner, Nicholas Moore und Edward Vincent Swart versammelte er in seinem Buch Doppelte Biografieführung (2016). Kurz nach Veröffentlichung des Buches publizierte Nenik einen von ihm übersetzten Briefwechsel zwischen Ivan Blatný und Nicholas Moore.
In seinem Erzählband Ach, bald crashen die Entrechteten furchtlos gemeingefährliche, hoheitliche Institutionen, jagen kriegserfahrene Leutnants mit Nachtsichtgeräten oder parlieren querbeet Russisch, Swahili, Türkisch und Vietnamesisch, während Xanthippe Yamswurzeln züchtet (2013) widmete sich Nenik ausgiebig dem Stilmittel der Alliteration: Jeder der 26 Texte nutzt jeweils nur einen Buchstaben des Alphabets als Anfangsbuchstaben aller Wörter. Im Jahr 2014 produzierte Radio F.R.E.I eine Hörfassung des Buches.
2016 erschien Münzgesteuerte Geschichte, Neniks Roman über eine Bibliothekswissenschaftlerin, die die Archivalien eines ehemaligen Bibliothekars der Harvard University sichten und indexieren soll. Herausgegeben wurde der Roman von Fiktion, einem von der Kulturstiftung des Bundes geförderten Modellprojekt zur digitalen Literatur. Der Roman erschien parallel zur deutschen Ausgabe auch in einer englischen Übersetzung von Amanda DeMarco. 2017 wurde der Roman in gedruckter Form unter dem Titel Die Untergründung Amerikas neu aufgelegt.
Auf der Website von „Fiktion“ veröffentlichte Nenik 2016 den programmatischen Text Sich frei publizieren, in dem er seine Haltung zum Veröffentlichen unter freien Lizenzen darlegt.
Am 20. Januar 2017 startete Nenik online ein literarisches Langzeitprojekt. Unter dem Titel Tagebuch eines Hilflosen widmet er sich mit schriftstellerischen Mitteln der Amtszeit von Donald Trump. Dazu veröffentlicht er täglich eine Prosaminiatur. Die Texte wurden zum Teil auch ins Englische übertragen. Die Literatur- und Medienplattofrm Booknerds bescheinigte dem Tagebuch „äußerst lesens- und begleitenswert“ zu sein, während die Leipziger Internetzeitung den Faktenreichtum der Einträge hervorhob. Im September 2020 kam MDR Kultur zu dem Schluss: „Das Tagebuch ist in den vergangenen vier Jahren zu einem riesigen Konvolut an Momentaufnahmen angewachsen. [...] Tatsächlich vermittelt sich durch das Tagebuch ein Bild dieser Präsidentschaft abseits von Schlagzeilen, die auch mal überraschen.“ Seit Oktober 2019 veröffentlicht die Leipziger Internetzeitung pro Woche einen mit zahlreichen Quellenbelegen versehenen Tagebucheintrag Neniks auf ihrer Webseite.
2018 erschien Neniks Buch Reise durch ein tragikomisches Jahrhundert, Sachbuch der Woche bei MDR-Kultur und Buch der Woche bei NDR-Kultur. Im Juli 2018 wurde das Buch auf die Hotlist der 30 Nominierten für den Preis der besten Bücher aus unabhängigen Verlagen gesetzt. Der Schriftsteller und Büchner-Preisträger Marcel Beyer liest auf einer dem Buch beigegebenen CD Auszüge aus dem Werk.
Seven Palms (2018) beschäftigt sich mit dem Thomas-Mann-Haus in Pacific Palisades, Los Angeles. Darin rekonstruiert er erstmals detailliert die Geschichte des Hauses, in dem der Schriftsteller Thomas Mann zwischen 1942 und 1952 mit seiner Familie im amerikanischen Exil lebte. Das Buch wurde von der Kritik positiv aufgenommen. Die Süddeutsche Zeitung verglich es mit Neniks Romanbiographie Reise durch ein tragikomisches Jahrhundert und bezeichnete beide als „erstaunliche Bücher“.
Nenik war darüber hinaus als Mitarbeiter an der Publikation des von Nico Semsrott veröffentlichten Kalender des Scheiterns (2018) beteiligt.
2019 veröffentlichte er die deutsche Erstübersetzung eines Gedichts des in Saudi-Arabien inhaftierten Dichters Ashraf Fayadh.
Im September 2020 erschien Neniks Buch Journey through a tragicomic century in der Übersetzung von Katy Derbyshire bei V&Q Books, dem neu gegründeten Imprint des Verlags Voland & Quist. Im dazugehörigen Trailer liest der Schauspieler Tom Wlaschiha aus dem Buch. Das Werk wurde positiv aufgenommen. Das Times Literary Supplement lobte die punchy prose und erklärte: „The resulting book is a triumph of reportage over commentary.“
Im Januar 2021 veröffentlichte Audible den von Nenik geschriebenen und vom Schauspieler Nic Romm gesprochenen Podcast Schauergeschichte, der sich mit der Entstehung, Ausbreitung und Wirkung kollektiver Ängste von der Aufklärung bis ins 20. Jahrhundert beschäftigt. Der Podcast basiert auf umfangreichen Recherchen und erreichte Platz 1 der Bestsellerliste. Im August 2021 erschien die 2. Staffel des Podcasts. Staffel 3 startete im April 2022.
Im April erschien Neniks Tagebuch eines Hilflosen im Verlag Matthes & Seitz. Auf mehr als 1.000 Seiten analysiert Nenik darin die politischen, sozialen und kulturellen Veränderungen in den USA während der Regierungszeit Donald Trumps. Die Leipziger Zeitung erklärte, das Buch sei „vollgestopft mit verblüffenden Zahlen und Erkenntnissen“. Der Autor breite dabei „mit inniger Freude […] seine Fundstücke vor den Augen der Leser aus und findet dabei immer auch die Pointe, den bösen Witz in der Sache.“
Ebenfalls im April veröffentlichte Spector Books die englische Übersetzung von Neniks Werk über das Thomas-Mann-Haus in Pacific Palisades. Das Buch wurde zu diesem Zweck leicht überarbeitet und ergänzt, etwa um das Wirken des Fotografen Kurt Hielscher. Nenik zeigt, wie dessen in den frühen 1920er Jahren veröffentlichte Bilder aus Spanien und Italien die amerikanische Vorstellung von (Süd-)Europa prägten. Das Gebiet rund um Pacific Palisades, in dem Thomas Mann und viele andere Emigranten später lebten, wurde Ende der 1920er Jahre vom Landschaftsentwickler und Architekten Frank Meline erschlossen und als „Californian Riviera“ bezeichnet. Hielschers Bilder waren für Meline, der 1940 das Bauland an Thomas Mann verkaufte und kurz darauf auch einen eigenen (nicht realisierten) Entwurf fürs Haus erstellte, ein wichtiger Einfluss.
Im Mai 2021 veröffentlichte Voland & Quist Neniks Roman E. oder Die Insel. Das Buch beschäftigt sich mit der Eugenik im Dritten Reich und ist aus der Täterperspektive geschrieben. Der Deutschlandfunk lobte die „immense Kunstfertigkeit“ und den „Wagemut“ des Buches und verglich es mit Marcel Beyers Roman Flughunde (1996) und Jonathan Littells Die Wohlgesinnten (2006). Die Zeit nannte den Roman „brilliant“, und die FAZ erklärte, Nenik schlage „seine Funken aus der Kombination von detektivischer, geradezu versessener Archiv- und Lesearbeit mit einer unstillbaren artistischen Lust an der Sprache“ und befand, das Buch sei „auch sprachlich, ausgesprochen raffiniert“.
Im Oktober 2023 erschien bei Audible „Zwischen Heilkunst und Horror. Eine Geschichte der modernen Medizin“. Basierend auf umfangreichen Recherchen erzählt Nenik darin die Entwicklung der Medizin ab 1800 „als eine oftmals wahnwitzige Abfolge von Erkenntnissen und Irrwegen, Zufall und Glück.“ Sprecherin ist die Schauspielerin Anne Düe.
Ebenfalls im Oktober 2023 veröffentlichte Audible USA die 1. Staffel von „The History of Fear“, die englische Übersetzung von Neniks „SchauerGeschichte. Ängste vergangener Zeiten“. Gesprochen wird das Hörbuch von der US-amerikanischen Schauspielern Ellen Pompeo („Grey’s Anatomy“). Die Übersetzung stammt von Sharmila Cohen.
Im November 2024 veröffentlichte der Verlag Voland & Quist Neniks Werk "Der gescheite(rte) Kalender". Darin erzählt Nenik von "famosen Fehlschlägen, kolossalen Katastrophen und unglaublichen Unglücken" und geht dabei den oftmals unbekannten Geschichten hinter den großen und kleinen Desastern auf den Grund.
Im Dezember 2024 publizierte Nenik einen Essay über die Geschichte des Sekundenklebers.

## Ehrungen und Auszeichnungen
- 2012: 2. Preis im Essay-Wettbewerb der Literaturzeitschrift Edit für Vom Wunder der doppelten Biografieführung.[41]
- 2016: sechsmonatiges Arbeitsstipendium der Kulturstiftung des Freistaates Sachsen.[42]
- 2018: Buch der Woche bei NDR Kultur für Reise durch ein tragikomisches Jahrhundert.[43]
- 2018: Sachbuch der Woche bei MDR-Kultur für Reise durch ein tragikomisches Jahrhundert.[44]
- 2021: Buch der Woche bei MDR-Kultur für E. oder Die Insel[45]
- 2021: Anna Seghers-Preis[46][47]

## Werke (Auswahl)
Romane und andere belletristische Werke
- XO (Roman). ed[ition]. cetera, Leipzig 2012, ISBN 978-3-00-037594-1 und Online. / Neuauflage als gebundene Version 2021, ISBN 978-3-944478-09-8 (Hardcover).
- Ach, bald crashen die Entrechteten furchtlos gemeingefährliche, hoheitliche Institutionen, jagen kriegserfahrene Leutnants mit Nachtsichtgeräten oder parlieren querbeet Russisch, Swahili, Türkisch und Vietnamesisch, während Xanthippe Yamswurzeln züchtet (Alliterationen, mit Illustrationen von Halina Kirschner). ed[ition]. cetera, Leipzig 2013, ISBN 978-3-944478-00-5.
- Münzgesteuerte Geschichte (Roman). Fiktion.cc, Berlin 2016, ISBN 978-3-95988-031-2.
  - neu veröffentlicht unter dem Titel: Die Untergründung Amerikas. ed[ition]. cetera, Leipzig 2017, ISBN 978-3-944478-06-7.
- E. oder Die Insel (Roman). Voland & Quist, Berlin 2021, ISBN 978-3-86391-241-3 (Festeinband).

Kurzgeschichten
- Tagebuch eines Hilflosen / Diary of a Derelict, 2017. Online.
- Hymne auf einen amerikanischen Eiergroßhändler, in: Edit Nr. 66, Frühjahr 2015, S. 60–69 und Online (English/Deutsch) auf: wordswithoutborders.org.
- Unglaubliche wiewohl nicht weniger wahrhafte Geschichten aus einem freien Land, auf: the-quandary-novelists.com, 2014.
- Geschichten aus der Geschichte der Zukunft der Literatur, in: Neue Rundschau, 1/2014, S. 14–25 und Online (PDF) auf: the-quandary-novelists.com.
- Joseph und ich, in: Edit Nr. 61, Frühjahr 2013 S. 31–40.
- Report 23/02/2013, in: Zarathustras miese Kaschemme. Magazin für exzentrische Literatur, 09/2013.
- Wie Hunter Mayhem nach Uruguay reiste, in: Zarathustras miese Kaschemme. Magazin für exzentrische Literatur, 10/2012.
- Der Ingenieur, in: Exchanges. Journal of Literary Translation, 2012.

Erzählende Sachbücher
- Francis Nenik: Der gescheite(rte) Kalender. Voland & Quist, Dresden und Berlin 2024. ISBN 978-3-8639-1420-2
- Francis Nenik: Tagebuch eines Hilflosen. Skizzen aus dem Amerika Donald Trumps. Matthes & Seitz, Berlin 2021, ISBN 978-3-7518-0021-1
- Francis Nenik: Reise durch ein tragikomisches Jahrhundert. Das irrwitzige Leben des Hasso Grabner. Voland & Quist, Dresden, 2018, ISBN 978-3-86391-198-0, inkl. Buchlesung auf CD, gelesen von Büchner-Preisträger Marcel Beyer.
- Francis Nenik / Sebastian Stumpf: Seven Palms. Das Thomas-Mann-Haus in Pacific Palisades, Los Angeles. Spector Books, Leipzig, 2018, ISBN 978-3-95905-180-4 (Erzählendes Sachbuch, mit zahlreichen Farbfotografien, 328 Seiten, erscheint im August 2018)[48]
- Nico Semsrott / Arne Semsrott (Autoren) / Moritz Hoffmann / Francis Nenik (Mitarbeiter): Der Kalender des Scheiterns, Voland & Quist, Dresden, 2018, ISBN 978-3-86391-218-5
- Doppelte Biografieführung. Spector Books, Leipzig, 2016, ISBN 978-3-95905-002-9.

Bücher in Übersetzung
- Francis Nenik: The Marvel of Biographical Bookkeeping, übersetzt von Katy Derbyshire. Readux, Berlin 2013, ISBN 978-3-944801-00-1.
- Francis Nenik: Coin-Operated History, übersetzt von Amanda DeMarco. Fiktion.cc, Berlin, 2016, ISBN 978-3-95988-032-9.
- Francis Nenik: Journey through a tragicomic century, übersetzt von Katy Derbyshire, V&Q Books, Berlin 2020, ISBN 978-3-86391-257-4.
- Francis Nenik / Sebastian Stumpf: Seven Palms. The Thomas Mann House in Pacific Palisades, Los Angeles. Translated by Jan Caspers, Spector Books, Leipzig, 2021, ISBN 978-3-95905-335-8

Essays
- Vom Wunder der doppelten Biografieführung, in: Edit Nr. 59, Sommer 2012 und Online (PDF).
- Zu Tode gelebt. Die Geschichte des Edward Vincent Swart, in: Merkur. Deutsche Zeitschrift für Europäisches Denken, Nr. 779, April 2014, S. 319–327 und Online (PDF).
- Sich frei publizieren, auf: fiktion.cc, April 2016.
- Wie Amerika auf die Welt kam, in: Katapult. Magazin für Kartografik und Sozialwissenschaft, Heft 11, September 2018, S. 67–74.
- Aushäusige der Erinnerung. Exil und Exilanten im Thomas-Mann-Haus in Pacific Palisades, in: Exil, Heft 1/2, 2018, S. 5–23.
- Wie das Licht nach Leipzig kam, in: Leipziger Zeitung vom 12. Dezember 2021.
- Vor dem Tag. Eine kurze Geschichte des Sekundenklebers.

Podcasts / Hörstücke
- Francis Nenik (Autor) / Anne Düe (Sprecherin): Zwischen Heilkunst und Horror. Eine Geschichte der modernen Medizin. Audible Original Podcast, Munck Studios 2023 (Staffel 1) und 2024 (Staffel 2)
- Francis Nenik (Autor) / Ellen Pompeo (Sprecherin) / Sharmila Cohen (Übersetzerin): The History of Fear. Audible Original Podcast, Audible Studios 2023.

- Francis Nenik (Autor) / Nic Romm (Sprecher): Schauergeschichte. Ängste vergangener Zeiten. Audible Original Podcast, Audible Studios 2021/2022.
- Francis Nenik: Von Menschen und Mäusen. Kleine Poetologie des 19. November '21 (Dankesrede zur Verleihung des Anna-Seghers-Preises in Form eines Hörstücks), 2021. Online (MP3)

Lyrik
- Theorie der sekundären Primärverwertung, in: Zarathustras miese Kaschemme. Magazin für exzentrische Literatur, 12/2013.
- Tinte auf’n Füller. Übersetzung des Gedichtes A Blue Love Song von Thomas Moore, in: poet, Heft 25, September 2018, S. 127–131. Online[49].
- Die letzten Nachkommen der Flüchtlinge. Übersetzung des Gedichts The Last of the Line of Refugees Descendants von Ashraf Fayadh, zusammen mit Abier Bushnaq. (Aus dem Band at-Ta’limat bi-d-dakhil (Gebrauchsanweisungen anbei), Al-Farabi, Beirut 2007, S. 189–192.) Veröffentlicht auf der Webseite der IG Meinungsfreiheit des Börsenvereins des Deutschen Buchhandels.
- Ukrajína heißt Grenzland. Ein Prosagedicht für und gegen den Krieg.[50]

## Belege
1. ↑  Merkur. Deutsche Zeitschrift für Europäisches Denken, Jg. 68, Nr. 779, April 2014, S. 384.
2. 1 2 3  Katy Derbyshire, Anecdotes involving Interpol auf: tagesspiegel.de (16. März 2013), abgerufen am 23. Mai 2016.
3. ↑  Bücher - Litrix.de. Abgerufen am 5. März 2020.
4. ↑  Aléa Torik: Der Andersmacher auf: freitag.de (30. April 2012), abgerufen am 23. Mai 2016.
5. ↑  Francis Nenik: Textsammlung. Abgerufen am 17. Juni 2016.
6. ↑  Aléa Torik: Der Andersmacher. freitag.de (30. April 2012), abgerufen am 23. Mai 2016.
7. ↑  Ivan Blatný / Nicholas Moore - ein Briefwechsel, übersetzt von Francis Nenik. In: Voltebooks-Webseite. Abgerufen am 29. Juni 2016.
8. ↑  Francis Nenik: Alliterationen zum Nachhören. In: Radio F.R.E.I. (Erfurt). Abgerufen am 17. Juni 2016.
9. ↑  Alliterarische Rezension zu Ach, bald crashen die Entrechteten furchtlos …: Chris Popp, Francis Nenik – Ach, bald crashen die Entrechteten furchtlos gemeingefährliche, hoheitliche Institutionen, jagen kriegserfahrene Leutnants mit Nachtsichtgeräten oder parlieren querbeet Russisch, Swahili, Türkisch und Vietnamesisch, während Xanthippe Yamswurzeln züchtet (7. Mai 2013), abgerufen am 23. Mai 2016.
10. ↑  Die Schrulle hat System. Über Francis Neniks Roman „Die Untergründung Amerikas“ – 54books. In: 54books. 8. Dezember 2017 (54books.de [abgerufen am 11. Dezember 2017]).
11. ↑  Francis Nenik, Sich frei publizieren, auf: fiktion.cc (April 2016), abgerufen am 23. Mai 2016.
12. ↑  Tagebuch eines Hilflosen. In: the-quandary-novelists.com. Abgerufen am 5. Februar 2017.
13. ↑  Diary of a Derelict. In: the-quandary-novelists.com. Abgerufen am 5. Februar 2017 (englisch).
14. ↑  Pressestimmen. Abgerufen am 9. September 2019 (deutsch).
15. ↑  mdr.de: Literarische Rundreise | MDR.DE. Abgerufen am 15. September 2020.
16. ↑  Leipziger Internet Zeitung: Tagebuch eines Hilflosen Archiv – L-IZ.de. Abgerufen am 25. Januar 2020 (deutsch).
17. ↑  sz-online: Von Buchenwald nach Schwarze Pumpe. In: SZ-Online. (sz-online.de [abgerufen am 16. Mai 2018]).
18. ↑  Voland & Quist. Archiviert vom Original (nicht mehr online verfügbar) am 13. Juli 2018; abgerufen am 13. Juli 2018 (deutsch).  Info: Der Archivlink wurde automatisch eingesetzt und noch nicht geprüft. Bitte prüfe Original- und Archivlink gemäß Anleitung und entferne dann diesen Hinweis.
19. ↑  VerlagVolandundQuist: Francis Nenik, „Reise durch ein tragikomisches Jahrhundert“. Auszüge gelesen von Marcel Beyer. Abgerufen am 19. Dezember 2018.
20. ↑  Seven Palms. In: Spector Books. 4. Januar 2018 (spectorbooks.com [abgerufen am 17. Juli 2018]).
21. ↑  Zwei Leseproben aus dem Buch Seven Palms. Abgerufen am 23. August 2018 (deutsch).
22. ↑  Süddeutsche Zeitung: Immer Ärger mit den Dienstboten. Abgerufen am 5. März 2020.
23. ↑  Nico Semsrott, Arne Semsrott, Francis Nenik, Moritz Hoffmann: Der Kalender des Scheiterns. 1.  Auflage. Verlag Voland & Quist, Dresden 2018, ISBN 978-3-86391-218-5 (dnb.de [abgerufen am 17. August 2018]).
24. ↑  Wort und Freiheit: Ashraf Fayadh - Die letzten Nachkommen der Flüchtlinge. Abgerufen am 22. November 2019.
25. ↑  Tom Wlaschiha: Journey through a tragicomic century. 15. September 2020, abgerufen am 16. September 2020 (englisch).
26. ↑  Journey Through a Tragicomic Century by Francis Nenik book review. In: TLS. Abgerufen am 16. März 2021 (britisches Englisch).
27. ↑  Audible.com | Unlock a listen for every moment. (audible.com [abgerufen am 21. Januar 2021]).
28. ↑  Folge 1: Scheintod. Abgerufen am 21. Januar 2021 (deutsch).
29. ↑  SchauerGeschichte. (Rechercheansätze und Literaturliste). Abgerufen am 4. Juni 2021 (deutsch).
30. ↑  Audible.com | Unlock a listen for every moment. (audible.com [abgerufen am 11. Februar 2021]).
31. ↑  Francis Nenik: SchauerGeschichte. Ängste vergangener Zeiten. Hrsg.: audible. Staffel 2 (audible.com [abgerufen am 26. August 2021]).
32. ↑  Francis Nenik: SchauerGeschichte. Ängste vergangener Zeiten. Hrsg.: audible. Staffel 3 (audible.com [abgerufen am 4. April 2022]).
33. ↑  Tagebuch eines Hilflosen: Die kompletten vier Trump-Logbuch-Jahre von Francis Nenik in einem Buch. 2. Mai 2021, abgerufen am 11. Mai 2021 (deutsch).
34. ↑  Francis Nenik: „E. oder die Insel“ – Literarische Täter-Perspektive. Abgerufen am 18. Mai 2021 (deutsch).
35. ↑  ZEIT ONLINE. Abgerufen am 22. Juli 2021.
36. ↑  Pressestimmen. Abgerufen am 22. Juli 2021 (deutsch).
37. ↑  Francis Nenik: Zwischen Heilkunst und Horror. Eine Geschichte der modernen Medizin. Hrsg.: Audible.com. 2023 (audible.com [abgerufen am 12. Oktober 2023]).
38. ↑  Francis Nenik: The History of Fear. Hrsg.: Audible. Oktober 2023 (audible.com [abgerufen am 12. Oktober 2023]).
39. ↑  Der Gescheite(rte) Kalender | Voland & Quist. Abgerufen am 22. November 2024.
40. ↑  Francis Nenik |: Vor dem Tag. Eine kurze Geschichte des Sekundenklebers | Voland & Quist. Abgerufen am 3. Dezember 2024.
41. ↑  Essaypreis 2012 (Memento vom 15. Oktober 2017 im Internet Archive) auf: editonline.de, abgerufen am 23. Mai 2016.
42. ↑  Kulturstiftung des Freistaates Sachsen, Stipendiaten 2016 (Memento vom 20. Juli 2015 im Internet Archive), auf: kdfs.de, abgerufen am 20. Juni 2016.
43. ↑  Pressestimmen. Abgerufen am 16. April 2018 (deutsch).
44. ↑  mdr.de: Francis Nenik: „Reise durch ein tragikomisches Jahrhundert“ | MDR.DE. Archiviert vom Original (nicht mehr online verfügbar) am 13. Juli 2018; abgerufen am 13. Juli 2018 (deutsch).
45. ↑  mdr.de: „Die 3 der Woche“: Francis Nenik, Götz Aly und H.G. Wells | MDR.DE. Abgerufen am 18. August 2021.
46. ↑  Anna Seghers-Preis 2021: Magela Baudoin und Francis Nenik ausgezeichnet. 25. Juni 2021, abgerufen am 29. Juni 2021 (deutsch).
47. ↑  Aufzeichnung der Verleihung des Anna Seghers-Preises 2021. Abgerufen am 20. November 2021.
48. ↑  Seven Palms. In: Spector Books. 4. Januar 2018 (spectorbooks.com [abgerufen am 17. Juli 2018]).
49. ↑  Thomas Moore / Francis Nenik (Übersetzer): Tinte auf'n Füller. (PDF) In: The Quandary Novelists. Abgerufen am 10. September 2018.
50. ↑  Francis Nenik: Ukrajína heißt Grenzland. Ein Prosagedicht für und gegen den Krieg. 5. März 2022, abgerufen am 5. März 2022.

| Personendaten    | Personendaten                         |
| ---------------- | ------------------------------------- |
| NAME             | Nenik, Francis                        |
| KURZBESCHREIBUNG | deutscher Schriftsteller und Essayist |
| GEBURTSDATUM     | 1981                                  |